# Цезарій з Арля
Цезарій Арльський (лат. Caesarius Arelatensis ; 468/470 — 27 серпня 542) — єпископ Арля (нині Франція) в 502–542 рр. Іноді вживається ім'я «Цезарій з Шалону» від назви місця його народження, Шалон-сюр-Сон. Він був найвидатнішим церковним діячем свого часу в меровінзькій Галлії. Цезарій мав репутацію «популярного проповідника з великим запалом та стійким впливом». Серед тих, хто справив на нього найбільший вплив, були Аврелій Августин, Юліан Померій, Іоанн Касіян.
Найважливішим питанням для Цезарія було ефективне виконання єпископом своїх пастирських обов'язків. На той час проповідь уже стала частиною стандартної церковної служби в Галлії; багато єпископів усвідомлювали важливість такого засобу виховання моралі й заохочували його. Проте ентузіазм Цезарія був по-своєму надзвичайним, і він закликав своє духовенство якомога частіше проповідувати в церкві та поза нею як охочим, так і противникам. Теми проповідей Цезарія загалом стосувалися моральних питань. Цезарій вважається представником останнього покоління церковних лідерів Галлії, які працювали над широким поширенням аскетичних елементів у західній християнській традиції.

## Біографія

Карта учасників Агдської ради 506 року, яку очолив Цезарій. (французькою)

Цезарій народився на території нинішнього Шалон-сюр-Сон у римсько-бургундській родині в останні роки існування Західної римської імперії. Його сестра Цезарія, до якої він адресував свою «Regula ad Virgines» («Устав для дів»), очолювала заснований ним монастир. На момент його народження німецькі королі де-факто керували Бургундією, незважаючи на номінальну римську адміністрацію. На відміну від своїх батьків, Цезарій з дитинства мав дуже сильне та інтенсивне тяжіння до духовності, яке віддаляло його від сім’ї протягом більшої частини підліткового віку. Цезарій пішов з дому у сімнадцять років і кілька років навчався у єпископа Сильвестра. Згодом він потрапив до Леріна, острівного монастиря, який, на той час, був головним рушієм творчих сил у церкві Римської Галлії. Після навчання на ченця в Леріні, він присвятив себе читанню і застосуванню Святого Письма в надії покращити якість та організацію християнського життя та служіння бідним. Він доволі швидко був призначений келарем монастиря. Однак його діяльність викликала спротив у Леріні, оскільки, будучи келарем, він ввів обмеження в їжі для ченців, оскільки вважав, що вони недостатньо аскетичні у харчуванні. В результаті абат Поркарій усунув Цезарія з посади, після чого той почав одноосібно практикувати сувору аскезу. В решті решт абат втрутився і відправив Цезарія в Арль нібито для медичної допомоги. Загалом Цезарій прожив в Леріні більше десяти років і його здоров'я невпинно погіршувалося від чернечого перенапруження. Потрапивши в Арль він влився в місцеву християнську спільноту і з часом відновив своє здоров'я.
В «Житії Цезарія» стверджується що він прибувши до міста, на свій подив, виявив, що єпископ Арля — Еоній — був його родичем з Шалону. Через деякий час Еоній висвятив його на диякона, а потім на пресвітера. Три роки Цезарій очолював монастир в Арлі.
Після смерті Еонія духовенство, громадяни та владні особи, слідуючи останній волі самого Еонія, обрали Цезарія на вакантне місце. Проте Клінгшірн припускає, що місцева опозиція могла бути значною і що обрання Цезарія було значною мірою спірним. Більше того, в одному з давніх списків єпископів стверджується, що на короткий період єпископом Арля встиг побути інший служитель на ім'я Іоанн. Цезарій був висвячений у єпископи в 502 році у віці близько 33 років. Виконуючи свої нові обов'язки, він був мужнім і тримався осторонь світського життя. Докладав великих зусиль, щоб спонукати мирян відвідувати богослужіння, заохочував досліджувати те, що було незрозумілим в його проповідях. Він також наказав людям вивчати Святе Письмо вдома і ставитися до слова Божого з такою ж пошаною, як і до таїнств. Особливо ревно викупав полонених, навіть продавав для цього церковні прикраси.
Єпископство Цезарія проходило на тлі політичної та військової боротьби за контроль над південно-гальськими територіями між вестготським, остготським та франкським королівствами. Наслідки війни 507/508 років, між бургундами і франками з однієї сторони та королівствами вестготів і остготів з іншої, були руйнівними для її громадян. Селяни не мали продовольства і були під загрозою поневолення, заслання та смерті. Виникла велика кількість полонених і Цезарій часто був ініціатором викупу таких людей. Хоча він викупив багатьох селян своєї країни, він також викупив численних варварів і ворогів міста. І це викликало незадоволення. Він же захищався, заявляючи, що варвари також є людьми, а отже, мають потребу в спасінні душі.
Нотарій на ім'я Ліциніан доніс на Цезарія Алариху II, що той бажає підпорядкувати округу Арля Бургундії. Цезарій був засланий до Бордо, але після того, як виявилося, що він невинний, йому дозволили повернутися. Однак Цезарій заступився за життя свого обвинувача. Пізніше, коли Арль був взятий в облогу Теодоріком близько 512 року, його знову звинуватили у зраді, ув'язнили і доправили до короля. Зустріч з остготським королем Теодоріком у Равенні наступного року швидко розвіяла ці недорозуміння, і решта його єпископату пройшла в мирі.
Певне суперництво, схоже, існувало в шостому столітті між кафедрами Арля та В'єна, але було врегульовано Папою Левом, чиї рішення пізніше були підтверджені Папою Симмахом. Рим був прихильний до Цезарія. Книгу, яку він написав проти напівпелагів, під назвою de Gratiâ et Libero Arbitrio, санкціонував папа Фелікс IV, а канони, прийняті на Оранському соборі, затвердив Папа Боніфацій II. Вчений антиквар Луї Томассін вважав, що Цезарій був першим західним єпископом, який отримав покровительство Папи римського. Франсуа Гізо в Civilization en France цитує частину однієї з проповідей Цезарія як проповідь представника тієї епохи, тоді як Август Неандер оспівує його «невтомну, діяльну і побожну ревність, готову на всіляку жертву в дусі любові», а також його поміркованість у полеміці щодо напівпелагіанства.
Однак протягом усіх політичних перепетій того часу, його, на відміну від Боеція, іншого християнського філософа 6-го століття, ніколи не звинувачували в тому, що він прихований прихильник відродженої Римської імперії. Старий римський політичний лад, здавалося, мав мало значення для Цезарія, який натомість сформував свою позицію як втілення та затвердження християнського прагматизму.

## Релігійні ініціативи Цезарія
За словами Вільяма Клінгширна, «Цезарій, в свій час, мав репутацію послідовного прихильника Аврелія Августина. Відповідно, твори Августина суттєво вплинули бачення Цезарієм людської спільноти як в монастирі так і поза його межами. Здібності Цезарія як народного проповідника грунтуються на його наслідуванні прикладу Августина. На Цезарія, крім того, вплинув його вчитель Юліан Померій. Померій також був натхненний життям Августина і наполягав на тому, що єпископи та члени духовенства повинні жити більше як монахи, а не як аристократи. Це означало, що будь-яка розкішна поведінка, наприклад участь у щедрих бенкетах, збільшення маєтків і занурення у «світське» навчання, засуджувалася. Натомість Померій закликав єпископів відмовлятись від ввіреного їм багатства та особистих накопичень й бути задоволеними простою їжею та одежою. Чернецтво Цезарія направило його в русло церковної реформи, і він став одним із найвпливовіших її представників. Згідно з багатьма його заповітами, він залишився вірним вченню Померія і Августина, відкинувши світське навчання, уникаючи комфортного життя і організовуючи ввірене йому духовенство згідно чернечий стандарту життя.
Важливо усвідомити, що християнізація на заході в період завершення римської епохи і початку середньовіччя характеризується як повільна, непослідовна з половинчатими соціальними та релігійними змінами. Була гостра потреба в будівництві церков, наверненні еліт і широкому прийнятті християнської самоідентичності і системи християнських цінностей, практик та вірувань. Церква постійно боролася проти залишків язичницьких забобонів і звичаїв, які були широко поширені як серед громад так і серед простого народу. Проте лише за згодою та участю місцевого населення ці релігійні зміни могли набути чинності. Тому, за словами Клінгшірна, участь у процесі реформ мала бути взаємна. Навіть коли еліти та богослови просували правильні цілі та стратегії, селяни та городяни місцевих громад мали, зі своєї сторони, прийняти їх.
Згідно з Католицькою енциклопедією, настанови Цезарія щодо поведінки ченців і монахинь були характеризовані як педантичні та дрібні. Вони, очевидно, згодом поступилися зростаючому впливу бенедиктинців, і їх слід оцінювати в контексті того часу і в світлі всього духу чернецтва.
Як проповідник, Цезарій виявляв велике знання Святого Письма і був надзвичайно практичним у своїх настановах. Окрім викорінення звичайних вад людства, йому часто доводилося боротися із застарілими язичницькими звичаями, такими як ауспіції чи язичницькі обряди на календах . Його проповіді про Старий Завіт не є критичними, а мають більш описовий характер.
Кілька томів його проповідей опубліковано в «Sources Chrétiennes» (Християнських джерелах), збірці творів Отців Церкви.

## Писання і повчання
До цього часу збереглося понад 250 проповідей Цезарія. Його проповіді розкривають його як пастора, що присвятив життя підготовці духовенства та моральному вихованню мирян. Він проповідував християнське віровчення, цінності та звичаї, протиставляючи їх язичництву. Особливо акцентував увагу на дотриманні поведінки достойної християнина, на любові до Бога, читанні Святого Письма, аскетизмі, співанні псалмів, любові до ближнього та суді, що гряде.
Через посередництво свого навчення у Померія Цезарій отримав великий вплав Августина і це відобразилося в багатьох його проповідях і творах. Відомо, що нерідко твори Цезарія були адаптованим викладом інших авторів, оскільки він переробив вступи та висновки багатьох інших філософів, особливо Августина. Багато його творів і проповідей, у тому числі й популярний «Vita Caesarii», було перекладено іншими мовами: французькою, німецькою, італійською та іспанською. Цезарій не вважав, що його проповіді повинні обмежуватися лише духовенством. Він не обмежувавсь вищим класом та елітами, а натомість проповідував багатьом освітченим і не дуже єпископам, настоятелям, парафіяльним священикам і ченцям. Він заохочував духовенство читати духовні твори як самим, так і для інших. Він направляв їх до неписьменних і просив, щоб вони найняли тих, хто зміг би їм читати після церкви, щоб засвоювалась Божа наука. Цезарій заохочував читати як у церкві, так і вдома, вночі та вдень, наодинці та з родиною.
Цезаріус підкреслював, що не можна зупинятись на самому вивченні й розуміння Божого слова, що «віруючий, який не ділиться тим, чого навчився, не досягає того, що замислив Бог». Тому на віруючого покладається велика відповідальність, оскільки lectio (божественне читання) є Богом, і тому нікому не повинно бути відмовлено в доступі до того, має відношення до Бога. Цезарій вірив, що християни є тим новим, «обраними» Богом народом, і тримав в собі той ідеальний образ об’єднання людей з різних куточків світу у віруючу, мирну й люблячу спільноту. Ця віра співзвучна з трудами Августина, оскільки Августин часто використовував термін «populus christianus», який можна перекласти як «християнський народ». Книга Об’явлення Івана Богослова говорить, що Бог уклав завіт з populus christianus і епоха християн була передбачена всім Писанням.
Науковці відзначають два аспекти в діяльності Цезарія, які заслуговують значної уваги. Перший стосується організації ним Оранського собору в 529 році для вирішення тривалих суперечок про роль благодаті та «добрі діл» в справі спасіння, які виникли після смерті Августина. Другий аспект який заслуговує на увагу — це проповіді Цезарія.

### Оранський собор 529 року
Найважливішим місцевим собором, з тих які очолював Цезарій, був Оранський (529 р.). Його твердження на тему благодаті та свободи волі були високо оцінені сучасними істориками. Наступні положення викладені в 25 каноні Оранської собору:
«Ми віримо, згідно з католицьким віровченням, що після благодаті, отриманої через хрещення, усі охрещені можуть і повинні за допомогою та співпраці з Христом виконувати всі обов’язки, необхідні для спасіння, і це залежить лише від їх готовності над цим працювати. В те ж, що деякі люди були приречені на зло божественною силою, ми не тільки не віримо, але якщо є ті, хто готовий повірити в таке зло, ми з усією огидою викажемо їм анафему. Також ми сповідуємо і віримо для здоров’я нашої душі, що це не ми починаємо всяке добре діло, а потім нам допомагає Боже милосердя, а що сам Бог, без жодних попередніх заслуг з нашого боку, першим надихає нас вірою і любов'ю».
На підставі того, що ці доктрини так само необхідні як для мирян, так і для духовенства, деяких зі знатних мирян запросили підписати ці канони. Відповідно, вони підписані вісьмома мирянами і щонайменше дванадцятьма єпископами, включаючи Цезарія.

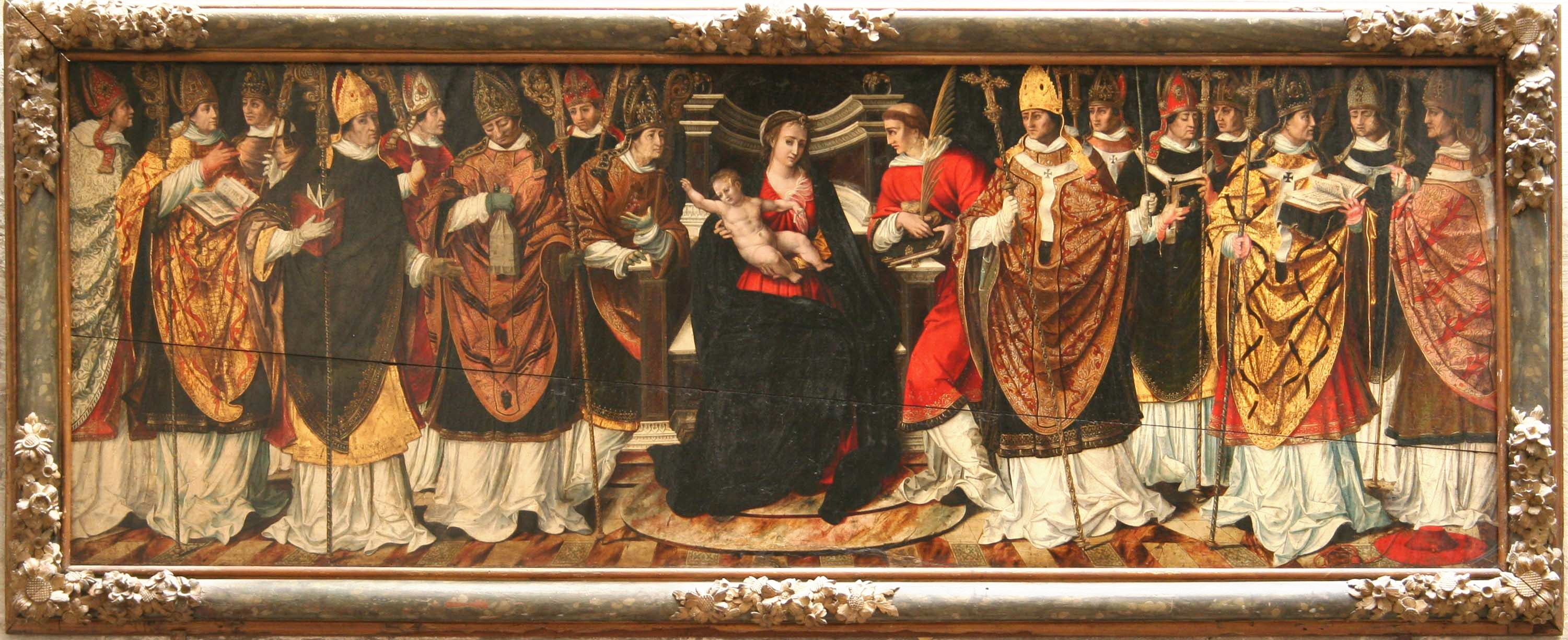
Провінційна рада, ймовірно, представляє засудження єпископа Контумеліоса, шостий зліва

Вважається, що Оранський собор у 529 році засудив «вчення про благодать, яке переважало в південній Галлії, на користь зміненої позиції Августина».

### Проповіді
Другим аспектом вчення Цезарія, який заслуговує на увагу, є його проповіді. До наших часів збереглося понад 250 проповідей Цезарія. Він був сповнений рішучості відредагувати, скоротити та спростити свої проповіді, щоб зробити їх більш ефективними та доступними для існуючої святоотецької традиції. Приблизно 1/3 його проповідей — це результат таких зусиль. Його твори розповсюджувались по всьому християнському Заходу, поширюючи властиву йому традицію проповіді з наголосом на теми християнської любові, Страшного суду, прав бідних та погляди християнства. Його твори використовувалися ченцями в Німеччині, повторювалися в англосаксонській поезії і зустрічалися у важливих творах Гаціана Турського та Фоми Аквінського.
У своїй статті ДельКольяно згадує двох інших істориків, які вивчали та представляли нові критично вивірені тексти проповідей Цезарія. Ці два історики, Курро та Вогюе, відзначили, що, хоча чернечі проповіді Цезарія містять особливу точку зору та акценти, його вчення значною мірою послідовні в усіх його проповідях. Деякі з повторюваних тем торкаються очікувань ченців у монастирі (тобто особливостей досягнення, з допомогою Божою, християнського спасіння під безпечним покровом монастиря), а також братської допомоги на цьому християнському шляху, яка повинні бути взаємною. Цезарій, на відміну від інших ченців, таких як Антоній Великий, не вірив у усамітненість є умовою для отримання благословення Благодаттю Божою; натомість він наголошував на відносинах братів, які живуть один з одним і дають один одному повчання та добрий приклад.

### Праці для жінок
«Regula virginum» Цезарія, також відомий як «Устав для дів», є першим західним уставом, написаним виключно для жінок. У цьому тексті Цезарій наводить аргументи на користь клаустрації, невідлучного перебування жінок у монастирі від дня їхнього вступу і до смерті. Цезарій також створив суворий уклад для жінок у монастирях, якого повинно дотримуватися, визначивши час для молитви, обмеження земної розкоші, як-от вишуканий одяг і витончене оздоблення, а також стандарти скромності та благочестя. Цезарій починає «Устав» з передмови, що діви, для яких він написав його, є «перлинами Церкви», оскільки вони, «з Божою допомогою, ухиляються від щелеп духовних вовків». А ще раніше, на початковому етапі створення общини він також склав для жінок лист-настанову під назвою «Vereor» (Я боюся). Як згадувалося раніше, Цезарій був арештований і лиш з часом повернувся з Бордо. Після повернення він почав будувати жіночий монастир за межами Арля. Монастир був побудований для групи жінок-аскетів, які жили під духовним керівництвом його сестри Цезарії. Можна припустити, що більшість жінок, які вступали до монастиря, були з елітних сімей, оскільки в «Regula Virginum» було суворо заборонено мати прислугу, розкішний одяг та надмірне оздоблення. У Арлі не було жодного жіночого монастиря, який дозволяв Цезарію надати жінкам подібні можливості для чернечого життя. Цезарій вважав, що жінки в монастирі мають духовну перевагу в тому, що вони будучи відокремлені від тривог і обов’язків повсякденного життя в місті, можуть присвятити себе благочестивому життю:
«І тому я прошу вас, о святі діви і душі посвячені Богу, які зі своїми світильниками в щирості серця очікуєте пришестя Господнього, бо ви знаєте, що я трудився, щоб заснувати вам монастир, щоб ви в молитвах прохали й за мене, щоб і мені зробитися супутником у вашій подорожі; і щоб, коли ви радісно увійдете в царство з мудрими і святими дівами, могли б домогтися своїм благанням, щоб і я не був залишений ззовні разом з нерозумними».
Цезарій мав на меті, через створення монастиря, досягти безпеки свого становища як серед церковної еліти Галлії, так і на небі. Створивши монастир і написавши Устав, Цезарій зміг забезпечити собі місце серед великих церковних мислителів пізньоантичної Галлії. Водночас, Цезарій вірив, що за заступництва жінок, що за нього молилися у монастирі, він зможе затвердити своє місце і на небі.

## Вплив

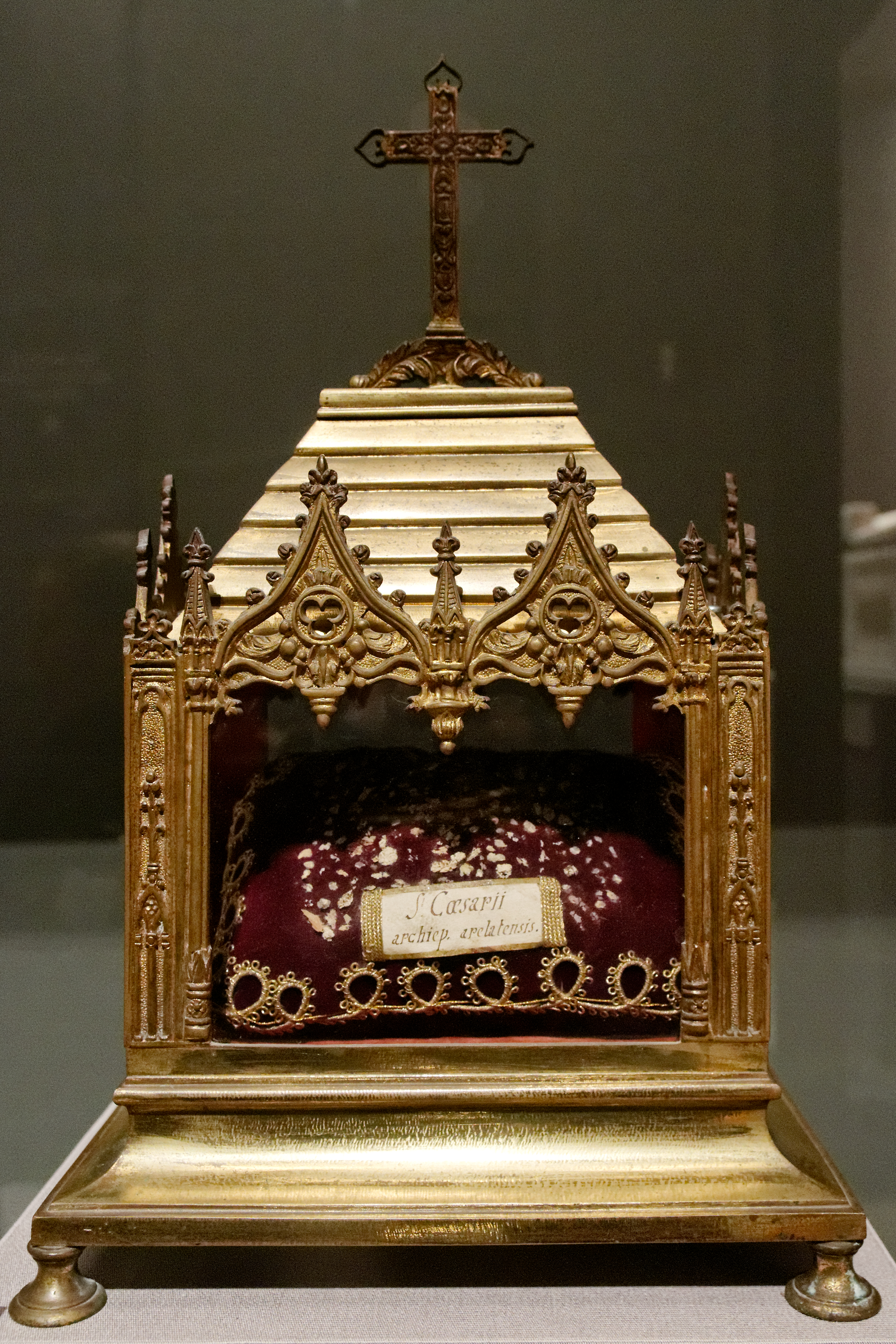
Релікварій 19-го століття Святого Цезарія, церква Святого Трофима в Арлі

Як обіймач важливої кафедри, єпископ Арля мав значний адміністративний та особистий вплив. Цезарій був відкритий до залучання його проповідей іншими і посилав пропозиції щодо них священикам і навіть єпископам, які проживали в Іспанії, Італії та інших місцях Галлії. Великим доктринальним питанням того часу та місцевості було питання напівпелагіанства . Цезарій, хоча, очевидно, був учнем Августина, виявляв у цьому відношенні значну незалежність думки. Його рішуче заперечення чогось на кшталт приречення до зла спричинило різницю в пошані, що віддається його пам’яті, в залежності від того, схиляються автори до єзуїтських чи янсеністських поглядів на божественну благодать.
У статті Дейлі про Цезарія Арльського він припустив, що Цезарій багато в чому зміг передбачити середньовічне уявлення про християнський світ . Його турбота про інших, викуп полонених і встановлення мирних взаємовідносин розглядаються як наслідок тої ваги, що мала в його світогляді «теологія любові». На відміну від Августина, який був прихильником і засновником теології християнської любові, Цезарій наголошував на її роз’ясненні та втіленні в духовній діяльності. Цезарій стверджував, що Бог доручив кожній людині проявляти любов. Клінгшірн підтверджує це твердження у своїй статті, коли описує, як Цезарій був стурбований становищем варварів та ворогів Арля, оскільки вони все ще приналежні до «Божественного міста» і тому заслуговують на викуп.
За словами нищезгаданих вчених та істориків, які писали про Цезарія, таких як Арбесман, Далі, ДельКольяно, Феррейро та Клінгшірн, Цезарій пережив епоху, сповнену значних суспільних змін. Історики стверджують, що Цезарій був затиснений в обмеження властиві початковим етапам таких змін і йому не вистачало загального бачення тієї епохи. Проте він спостерігав і розумів, що йде початок величезних суспільних зрушень і свідомо брався формувати цей процес. Він мав впливову позицію. А процес витіснення римлян європейською цивілізацією було тривалим, складним і сповненим таємниць. В своїх мріях Цезарій бачив «суспільство, що розширюється, охоплює світ, об’єднує світ». Цезарій всіляко фокусував увагу і поширював через свої твори серед чоловіків і жінок Арля та навколишніх міст тезу про важливість святоотечеської традиції. Ця його впізнавана соціальна модель виникла в той час, коли соціальні спільноти зникали. Цезарій допоміг передбачити інституційні форми середньовічного християнства та, імовірно, сприяв їх створенню завдяки своїм ідеям, які протягом тисячоліття циркулювали на середньовічному Заході.

## Праці
- Проповіді, ред. German Morin, Corpus Christianorum Series Latina, vol. 103–104, Turnhout: Brepols 1953, англійський переклад Magdeleine Mueller, Caesarius of Arles, Sermons, 3 vol., Washington, DC: Catholic University of America Press 1956-73 (The Fathers of the Church, vol. 31, 47, 66 ).
- Устав для черниць, ред. Адальберт де Воге та Жоель Курро, "Християнські джерела", том. 345, Париж: Cerf 1988, с. 170–272, англійський переклад Марії Карітас Маккарті, Вашингтон, округ Колумбія: Catholic University of America Press 1960.
- Устав для ченців під ред. Адальберт де Воге та Жоель Курро, "Християнські джерела", том. 398, Париж: Cerf 1994, с. 204–226.
- Заповіт, ред. Жоель Курро та Адальбер де Вогуе, SC 345, стор. 360–396, переклад англійською мовою в Klingshirn, Caesarius of Arles: Life, Testament, Letters, pp. 71–76.
- Листи, пер. William E. Klingshirn, Caesarius of Arles: Life, Testament, Letters, Liverpool 1994 (Перекладені тексти для істориків, том 19).

## Подальше читання
- Арбесман, Рудольф. 1979 рік. «cervuli» та «anniculae» у Цезарія Арльського». Traditio: дослідження стародавньої та середньовічної історії, думки та релігії 35: 89-119.
- Делькольяно, Марк. 2006 рік. «Цезарій Арльський: Про життя в громаді». Цистерціанські студії щоквартально 41: 17–30.
- Diem, Альбрехт, ' ...ut si professus fuerit se omnia impleturum, tunc excipiatur. Спостереження щодо правил для ченців і черниць Цезарія та Авреліана Арльського, у: Вікторія Ціммерл-Панагл, Лукас Й. Дорфбауер та Клеменс Вайдман (ред. ), Edition und Erforschung lateinischer patristischer Texte. 150 Jahre CSEL. Festschrift für Kurt Smolak zum 70. Geburtstag , Берлін/Бостон: De Gruyter 2014, с. 191–224.
- Феррейро, Альберто. 1992 рік. «Frequenter legere»: поширення грамотності, освіти та Божественної мудрості в Цезарія Арльського». Журнал церковної історії 43: 5-15. Обговорення його проповідей.
- Клінгширн, Вільям Е. Цезарій Арльський: життя, заповіт, листи. Ліверпуль: Liverpool University Press, 1994.
- Клінгширн, Вільям Е. «Милосердя та влада: Цезарій Арльський і викуп полонених у підримській Галлії»; Журнал римських студій 75 (1985): 183–203.
- Лейзер, Конрад Авторитет і аскетизм від Августина до Григорія Великого (Оксфорд: Clarendon Press, 2000).
- Маркус, Роберт Остін, Кінець стародавнього християнства (Кембридж: Cambridge UP, 1990).
- Радж, Ліндсі. «Тексти та контексти: віддане життя жінки від Цезарія до Бенедикта». PhD дис., Університет Сент-Ендрюс, 2006.